# Afryka, Azja, Ameryka Łacińska: studia i materiały
Afryka, Azja, Ameryka Łacińska: studia i materiały – rocznik wydawany w Warszawie od 1965 do 2008, pierwotnie, między 1965 a 1977 jako Przegląd Informacji o Afryce. Wydawcą był Wydział Geografii i Studiów Regionalnych Uniwersytetu Warszawskiego. Pismo było interdyscyplinarne. Publikowało artykuły w języku polskim ze streszczeniami po angielsku, rzadziej w języku angielskim. Poruszały one tematy z ekonomii, socjologii, historii i kultury.
Na liście czasopism, którym Ministerstwo Nauki i Szkolnictwa Wyższego przyznało punkty, znajdowało się w kategorii B. Pozostałe czasopisma zagraniczne i czasopisma polskie, mając 6 punktów.